# Уильям ап Томас
Уильям ап Томас (англ. William ap Thomas; ум. 1446) — сеньор Раглана, валлийский землевладелец, политик, рыцарь и придворный, рыцарь-бакалавр, сын сэра Томаса ап Гвиллима и Мод Морли, дочери сэра Джона Морли. Из-за цвета своих доспехов был известен под прозвищем «Голубой рыцарь из Гвента» (валл. Y Marchog Glas o Went). Он был отцом Уильяма Герберта, 1-го графа Пембрука, принявшего родовое именование Герберт.

## Биография

### Происхождение
Уильям происходил из знатного валлийского рода, который начиная с его сына, Уильяма Герберта, 1-го графа Пембрука, получил название Гербертов. Родоначальником его считался Генри Фиц-Герберт, соратника королей Англии Вильгельма I Завоевателя и Генриха I (при котором он был канцлером). В XV веке Герберты утверждали, что Генри Фиц-Герберт был сыном короля Генриха I, однако эта легенда противоречит источникам. Пирс (Питер) Фиц-Герберт (ум. 1235), правнук Генри Фиц-Герберта, поселился в Уэльсе, получив в 1210 году часть земельных владений, конфискованных у Уильяма де Браоза. Потомки Питера благодаря бракам приобрели большие земельные владения в Юго-Восточном Уэльсе, фактически став валлийцами.
Однако достоверно происхождение Гербертов прослеживается только от Дженкина ап Адама, которого Т. Николас в своём труде «Анналы и древности графств и графских фамилий Уэльса» показывает сыном Адама Фиц-Герберта, потомка Пирса Фиц-Герберта. Отец Уильяма, сэр Томас ап Гвиллим (ум. 1448), был внуком Дженкина ап Адама. Он женился на Мод Морли, дочери сэра Джона Морли из Ллансантфрайда. В 1400 году Томас с женой унаследовали поместье Ллансантфрайд, располагавшееся неподалёку от замка Раглан.

### Молодые годы
Год рождения Уильяма неизвестен. Вскоре после 1406 года он женился на Элизабет Блэт, дочери сэра Джона Блэта, вдове сэра Джеймса Беркли. Ранее Элизабет вместе с мужем унаследовала поместье Раглан.
В 1415 году он в составе английской армии короля Генриха V принимал участие в возобновившейся войне с Францией, в том числе и в битве при Азенкуре. Из-за цвета своих доспехов Уильям получил прозвищ «Голубой рыцарь из Гвента» (валл. Y Marchog Glas o Went). Существует версия, которую приводит Джозеф Эдмондсон, по которой Уильям ап Томас был посвящён в рыцари-баннереты прямо на поле боя в 1415 году королём Генрихом V, однако она не подтверждена никакими источниками. Историк О. Морган отмечал, что сэр Харрис Николас в своём труде «История битвы при Азенкуре» называет имена всех рыцарей и оруженосцев, участвовавших в битве, но имя Уильяма ап Томаса среди них не упоминает. При этом существуют первичные источники, которые указывают на то, что Уильям был в 1426 году посвящён в рыцари-бакалавры королём Генрихом VI. На основании этого известия Морган отметил, что никто не мог быть посвящён в рыцари дважды.

### Служба у герцога Йоркского
После смерти первой жены Уильям женился на богатой наследнице Гвладис, дочери Дафидда Гама, вдове сэра Роджера Вогана, прозванной за свою красоту валлийским поэтом Льюисом Глином Коти «Звезда Абергавенни». Её отец и первый муж, как и Уильям, принимали участие в войне во Франции, но погиб в битве при Азенкуре. Поскольку её дети от первого брака были несовершеннолетними, то они оказались на воспитании у Уильяма. Позже они были соратниками сыновей Уильяма и Гвладис.
Благодаря приданому, полученному от двух жён, могущество Уильяма выросло. В 1421 году он стал стюардом баронства Абергавенни. В 1432 году он по своим владениям, входивших в состав баронства Уск, стал вассалом герцога Йоркского. В 1440 году Уильям стал высшим шерифом Кардиганшира и Кармартеншира, в 1440 году — высшим шерифом Гламоргана, а в 1442 или 1443 году — главным управляющим имений герцога Йоркского в Уэльсе. Кроме того, он входил в состав военного совета герцога. Хотя Уильям и играл заметную роль при герцоге Йоркском, область его влияния, как правило, ограничивалась Южным Уэльсом.

### Постройка замка Раглан

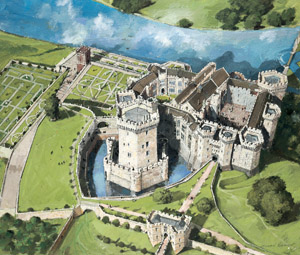
Реконструкция замка Раглан (около 1620 года)

Первая жена Уильяма, Элизабет Блэт, была наследницей поместья Раглан. После её смерти в 1420 году Раглан унаследовал сэр Джеймс Беркли (ум. 1463), сын Элизабет от предыдущего брака. Уильям же продолжал жить в Раглане в качестве арендатора. В 1425 году Джеймс Беркли подтвердил, что Уильям может сохранить за собой Раглан до конца жизни.
В 1432 году Уильям стал достаточно состоятельным, чтобы выкупить Раглан за 1000 марок (666 фунтов). После этого он начал перестройку замка.
Ряд историков полагают, что первоначально Раглан представлял собой Мотт и бейли. Уильям же, а затем и его старший сын, Уильям Герберт, 1-й граф Пембрук, построили новый замок. Позже были достроены только Южная башня и Великие ворота. При этом первоначальные постройки были уничтожены.
Постройка Уильямом замка Раглан было восславлено в поэме «Достоинство Уэльса», созданной поэтом XVI века Томасом Черчардом.

### Наследство

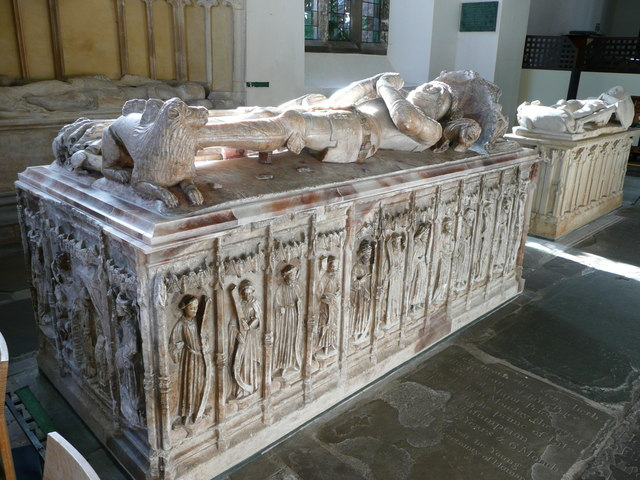
Захоронение Уильяма ап Томаса в Монастырской церкви Святой Марии в Абергавенни

Уильям умер в 1445 году в Лондоне. Его тело перевезли в Уэльс, где и захоронили в монастыре Абергавенни, покровителями которого были Уильям и его вторая жена Гвладис. Их алебастровая гробница существует до сих пор в Монастырской церкви Святой Марии в Абергавенни.
Наследником Уильяма стал его старший сын, Уильям, который принял родовое прозвание Герберт. Как и отец, он был сторонником герцога Йоркского, а затем его сына, Эдуарда IV, выступая вместе с братьями на их стороне во время начавшейся войне Алой и Белой розы и получив за свои заслуги титул 1-го графа Пембрука.

## Семья
1-я жена: после 1406 Элизабет Блэт (ум. 1420), дочь сэра Джона Блэта, вдове сэра Бартоломью Пико и сэра Джеймса Беркли. Детей от этого брака не было.
2-я жена: Гвладис (ум. 1454), дочь Дафидда Гама, вдова сэра Роджера Вогана. Дети:
- Уильям Герберт (ок. 1423 — 27 июля 1469), 1-й барон Герберт с 1461, 1-й граф Пембрук с 1468, родоначальник старшей ветви Гербертов;
- Томас Герберт (ум. до 1482);
- сэр Ричард Герберт из Колдбрука[англ.] (ум. 27 июля 1469), родоначальник младшей ветви рода Гербертов;
- Джон Герберт (ум. после 1469);
- Элизабет Герберт; муж: сэр Генри Стрэдлинг из Сент-Донатса;

3-я жена: Маргарет ап Гриффид, дочь Томаса ап Гриффида. Дети:
- Маргарет Герберт; муж: сэр Генри Воган из Вистона;
- Мод Герберт; муж: Хоуэл из Блайна Гвент.